# Nitratspaltende bakterier
 Denne artikel bør gennemlæses af en person med fagkendskab for at sikre den faglige korrekthed.

Nitratspaltende bakterier er bakterier, som er i stand til at spalte NO3 for de får energi fra et kvælstof.
Eksempler på sådanne bakterier er Thiobacillus, Micrococcus, Paracoccus og Pseudomonas.
| Biokemi | Spire Denne biokemiartikel er en spire som bør udbygges. Du er velkommen til at hjælpe Wikipedia ved at udvide den. |